# Vichai Khadpo
Vichai Khadpo est un boxeur thaïlandais né le 3 mars 1968 à Khon Kaen.

## Carrière
Aux Jeux olympiques d'été de 1996, il combat dans la catégorie des poids coqs et remporte la médaille de bronze.